# Parafia św. Maksymiliana Kolbego w Bogucinie
Parafia św. Maksymiliana Kolbego – rzymskokatolicka parafia w Bogucinie, należąca do dekanat czarnoleskiego w diecezji radomskiej.

## Historia
- Parafia została erygowana 1 stycznia 1991 przez bp Edwarda Materskiego. Kościół według projektu arch. Tadeusza Derlatki zbudowany został w latach 1983 – 1985 staraniem ks. Jana Kruka i ks. kan. Bogdana Piwko. 22 maja 1988 bp. Adam Odzimek poświęcił kościół. Konsekracji świątyni dokonał bp. Zygmunt Zimowski 14 sierpnia 2004. Jest to budowla murowana z czerwonej cegły, jednonawowa.

## Proboszczowie
- 1991 – nadal – ks. kan. Bogdan Piwko

## Terytorium
- Do parafii należą: Anielin, Bogucin, Brzustów, Krasna Dąbrowa[1]